# Агім Цанай
Агім Цанай (алб. Agim Canaj; нар. 14 липня 1962, Вльора, Албанія) — албанський футболіст та тренер, виступав на позиції захисника.

## Клубна кар'єра
На клубному рівні виступав за «Динамо» (Тирана) у Кубок володарів кубків 1989/90. Як тільки албанці отримали змогу вільно покинути країну після закінчення комуністичної ери, Цанай переїхав за кордон, щоб грати разом зі своїм співвітчизником Арбеном Мінгою в Румунії за «Брашов».

## Кар'єра в збірній
Дебютував за національну збірну Албанії в березні 1991 року в матчі кваліфікації чемпіонаті Європи проти Франції, який так і залишився його єдиним поєдинком за національну команду.

## Кар'єра тренера
Як тренер вивів «Влазнію» (Шкодер) у другому кваліфікаційному раунді Кубку УЄФА 2008/09 років, в якому поступився «Наполі». Влітку 2015 року втретє призначений тренером «Бюліс» (Балш).

## Досягнення

### Як гравця
«Динамо» (Тирана)
- Суперліга Албанії
  -  Чемпіон (2): 1985/86, 1989/90

- Кубок Албанії
  -  Володар (2): 1988/89, 1989/90

- Суперкубок Албанії
  -  Володар (1): 1989

### Як тренера
«Динамо» (Тирана)
- Суперліга Албанії
  -  Чемпіон (1): 1989